# Clea spinosa
Clea spinosa är en art av snäckor i familjen valthornssnäckor (Buccinidae). I likhet med övriga arter i släktet Clea är den sötvattenlevande. Detta skiljer den från så gott som samtliga övriga snäckor i familjen, vilka uteslutande lever i saltvatten. Clea spinosa har ett Operculum och kan således stänga till snäckskalets öppning, till skydd mot rovdjur och uttorkning.

## Utbredningsområde
Arten förekommer i Asien.

## Födosök
Liksom alla snäckor i kladen Neogastropoda är Clea spinosa köttätare. Den jagar och livnär sig främst på andra snäckor men äter även andra blötdjur, och maskar. Den kan aktivt jaga andra snäckor, men ofta gräver den ner sig i bottensedimentet i bakhåll för andra snäckor, som sedan attackeras. Är tillgången på levande byten dålig äter den dessutom as, exempelvis döda fiskar. Som många andra snäckor har den en sifon vilken fungerar ungefär som en sorts snabel, och med vars hjälp snäckan pumpar vatten över gälarna. Hos Clea spinosa är sifonen dessutom vidareutvecklad, och används förutom till syreupptagningen också för att lokalisera och döda bytesdjur med.